# هوشمات
هوشمات (بالإنجليزية: Hochmatt)‏ هو أحد جبال سلسلة جبال الألب البرنية وجزء من القمة الأم دينت دي سافيغني يقع في كانتون فريبورغ، سويسرا. يبلغ ارتفاع الجبل حوالي 2152 متر، بينما يبلغ ارتفاع نتوء الجبل 428 متر.